# Christoph Henning von Kameke
Christoph Henning von Kameke, auch Christian Henning von Kameke, (* 21. Mai 1737 in Pritzig; † 7. Februar 1812 in Berlin) war ein preußischer Generalmajor.

## Leben

### Herkunft
Er stammte aus der uradligen pommerschen Familie von Kameke. Seine Eltern waren Otto Felix Friedrich von Kameke (* 1709; † 1775),  Landrat des Kreises Schlawe, und dessen Ehefrau Dorothea Elisabeth, geborene von Lettow († 1742).

### Militärkarriere
Kamecke kam am 20. Juni 1762 als Kadett nach Berlin. Am 30. Mai 1756 wurde er als Gefreitenkorporal im Infanterieregiment „von Forcade“ angestellt. Während des Siebenjährigen Krieges kämpfte er in den Schlachten bei Prag, Roßbach, Leuthen, Hochkirch, Liegnitz, Torgau und Freiberg. Bei Torgau wurde Kamecke schwer und in Freiberg leicht verwundet. Für das Gefecht bei Weißkirch erhielt er den Orden Pour le Mérite. In der Zeit wurde er am 27. Januar 1758 Fähnrich, am 13. Februar 1760 Sekondeleutnant und am 28. Juni 1762 Premierleutnant.
Nach dem Krieg dauerte es bis zum 3. Juli 1773, bis er weiter zum Stabskapitän aufstieg. Am 7. Januar 1776 wurde Kamecke Kapitän und Kompaniechef im Infanterieregiment „von Ramin“. Als solcher nahm er 1778/79 am Bayerischen Erbfolgekrieg teil. Am 3. März 1786 wurde er Major und am 10. Januar 1793 Oberstleutnant. Während des Ersten Koalitionskrieges folgte am 17. März 1793 seine Ernennung zum Regimentskommandeur und am 1. Januar 1795 wurde Kamecke mit Patent vom 12. Januar 1795 zum Oberst befördert. Am 1. Oktober 1799 erhielt er seine Demission mit einer Pension von 600 Talern. Vier Tage später wurde ihm der Charakter als Generalmajor verliehen. Er starb am 7. Februar 1812 in Berlin.

### Familie
Kamecke heiratete Charlotte von Wülk(e)nitz (* 1747; † 16. Oktober 1810). Die Ehe wurde später geschieden, das Paar hatte aber eine Tochter:
- Klara Ulrike Charlotte (* 10. Dezember 1791; † 15. Juli 1863) ⚭ 1809 (geschieden 1826)  Karl Wilhelm Bogislaus von Massow (* 17. Dezember 1786; † 26. Januar 1833) aus dem Haus Treten[1]